# 다케이촌
다케이촌(高家村)은 오이타현 우사군에 있던 촌이다. 현재의 우사시의 일부에 해당한다.